# Hermann von Fehling
Pour les articles homonymes, voir Fehling (homonymie).
Hermann von Fehling, est un chimiste allemand, né à Lübeck le 9 juin 1812 et mort à Stuttgart le 1er juillet 1885.

## Biographie
Il entre à l'université de Heidelberg en 1835. Après en avoir été diplômé, il travaille pour Liebig à Giessen, où il trouvera la composition du paraldéhyde et du métaldéhyde. En 1839 il est nommé à la chaire de chimie à la Polytechnique de Stuttgart, qu'il conservera jusqu'en 1882.
Son travail le plus connu est une méthode d'analyse des sucres par la solution de Fehling. Il a aussi travaillé sur l'acide succinique et le benzonitrile, avant d'être principalement occupé par des questions de santé publique.
Il a contribué au Handworterbuch de Liebig, Wöhler et Poggendorif, ainsi qu'au Graham-Otto Textbook of Chemistry, et fut membre du comité de révision du Pharmacopoeia Germanica.